# 博覧中心駅 (杭州市)
博覧中心駅（はくらんちゅうしんえき）は、中華人民共和国浙江省杭州市蕭山区平瀾路と博奥路の交差点に位置する杭州地下鉄6号線の駅。

## 歴史
- 2020年12月30日：開業[1]。

## 駅構造
島式ホーム1面2線を有する地下駅。設計段階で、駅に隣接する杭州国際博覧中心と杭州オリンピックセンターでイベントが行われた際多くの人が利用することを想定したため、ホームは非常に広く設計されている。

### のりば

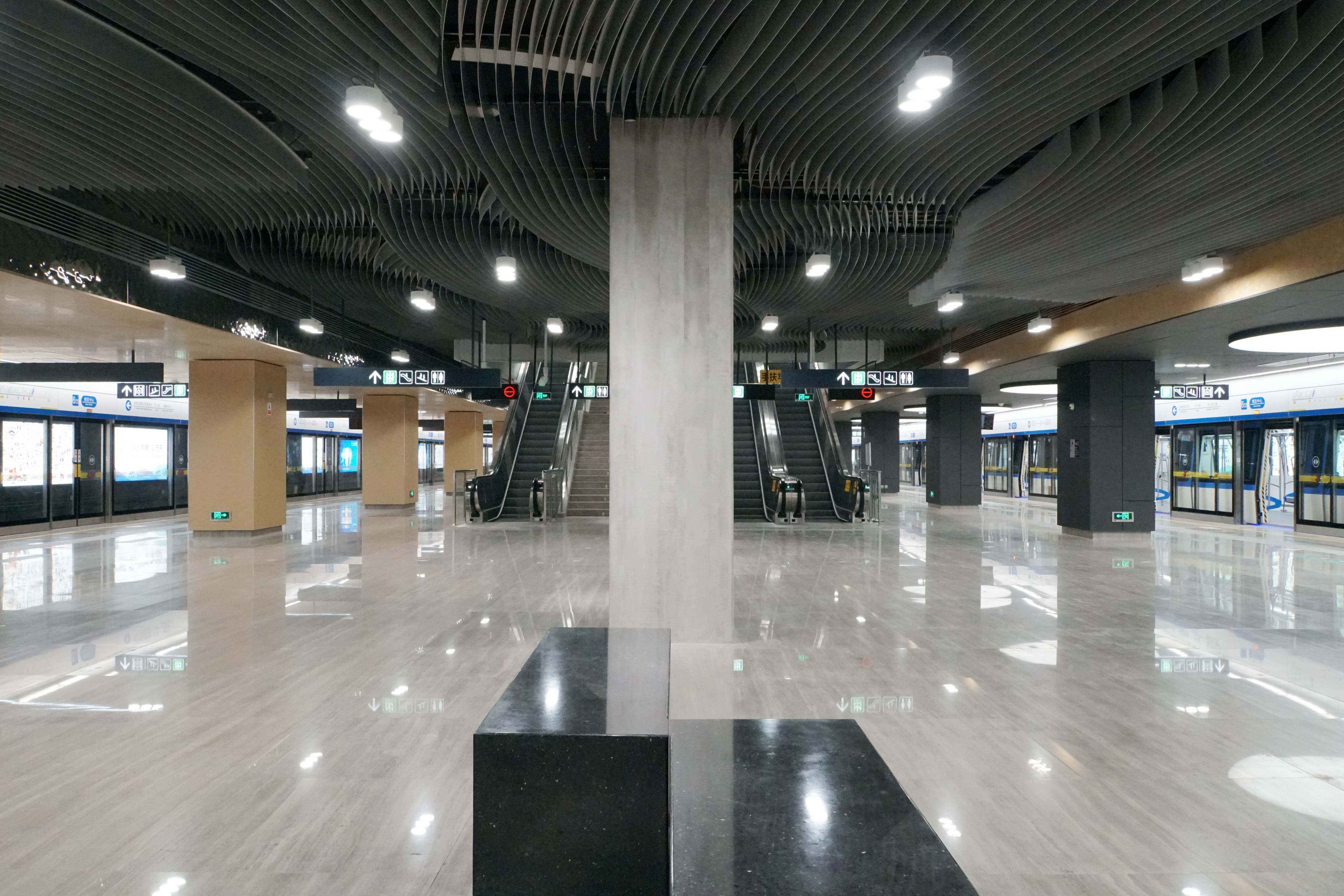
ホーム
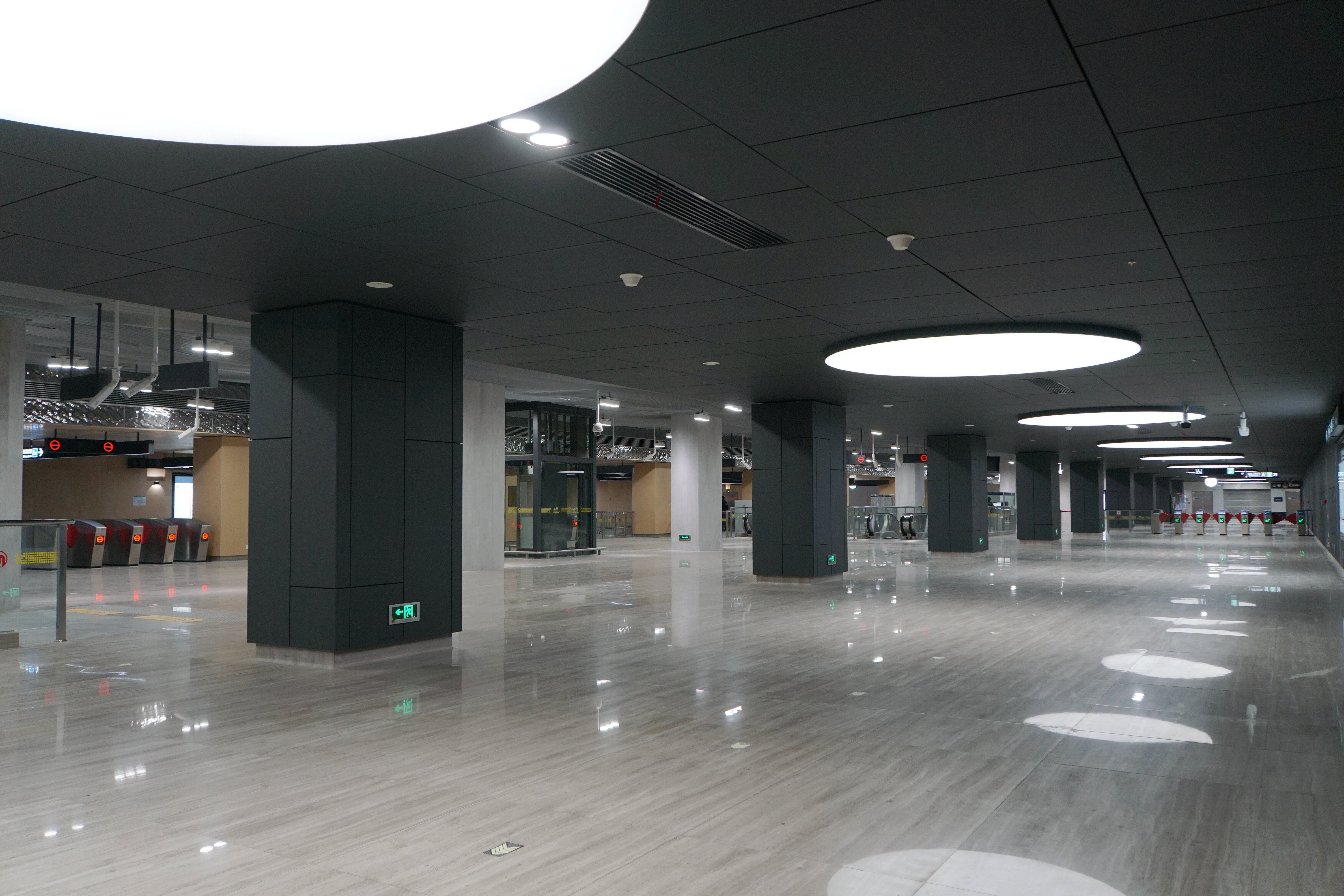
コンコース

案内上ののりば番号は設定されていない。
| 路線 | 方向    | 行先                           |
| ---- | ------- | ------------------------------ |
| 下り | ■ 6号線 | 桂花西路・双浦方面             |
| 上り | ■ 6号線 | 火車東站（東広場）・枸橘弄方面 |

（出典：杭州地下鉄：站内空间示意图）
- ホーム
- コンコース

## 駅周辺
- 杭州オリンピック・スポーツ・エキスポセンター
  - 杭州国際博覧中心
  - 杭州オリンピックスポーツセンター
    - 体育館・水泳場（中国語版）
- 潤奥商務中心
- 奥景名邸
- 観品公寓
- 深藍国際中心
- 杭州世紀中心

## 隣の駅
杭州地下鉄
■ 6号線
奥体中心駅 - 博覧中心駅 - 銭江世紀城駅